# Johannes Diks
Johannes Diks (* 1953 in Emmerich) ist ein ehemaliger deutscher Kommunalpolitiker der CDU. Von 2004 bis 2015 war er Bürgermeister von Emmerich.  
Diks ist gelernter Bankkaufmann. Seit den 1980er Jahren ist er in der CDU engagiert. In den Jahren 2004 und 2009 gewann er bereits im ersten Wahlgang mit deutlicher Mehrheit die Wahl zum Bürgermeister der Stadt Emmerich gegen den SPD-Kandidaten Peter Hinze. In Diks Amtszeit fiel 2006 die Eröffnung der seinen Worten nach "schönsten Rheinpromenade der Welt". Diks trug dazu bei, diese Promenade zu einem Tagestouristen anziehenden Aushängeschild der Stadt zu machen. Mit dem Verein Stadtbild trug Diks weiterhin dazu bei, dass die Emmericher Rheinbrücke, die längste Hängebrücke Deutschlands, seit 2015 illuminiert wird.
Bei der Wahl 2015 unterlag Diks in der Stichwahl gegen Hinze; der Herausforderer erhielt 67,22 %, der Amtsinhaber nur 32,78 %.
Bis Mitte 2016 leitete Diks ehrenamtlich die Geschäfte der Emmericher Wirtschaftsförderungs- und Stadtmarketing-Gesellschaft. Im Juli 2017 machte er sich mit einer GmbH als Immobilienmakler selbstständig.